# European Football League 2006
In der Saison 2006 der European Football League wurde eine Qualifikationsrunde in vier Divisionen ausgespielt, wobei sich jeweils der Gruppenerste für das Halbfinale qualifizieren konnte. Für Deutschland gingen Meister und Vizemeister 2005, die Braunschweig Lions und die Hamburg Blue Devils an den Start, kamen aber beide nicht ins Halbfinale. Im Eurobowl schlugen die Vienna Vikings die französischen La Courneuve Flash mit 41 zu 9.

## Qualifikationsrunde

### Division 1
- Hamburg Blue Devils – Bologna Warriors 44:0 (7:0, 10:0, 13:0, 14:0)
- Bologna Warriors – Vienna Vikings 20:48 (13:13, 7:14, 0:14, 0:7)
- Vienna Vikings – Hamburg Blue Devils 31:17 (7:0, 10:7, 7:0, 7:10)

|    | Verein              | Sp | Punkte | TD    | Diff. |
| -- | ------------------- | -- | ------ | ----- | ----- |
| 1. | Vienna Vikings      | 2  | 4:0    | 79:37 | +42   |
| 2. | Hamburg Blue Devils | 2  | 2:2    | 61:31 | +30   |
| 3. | Bologna Warriors    | 2  | 0:4    | 20:92 | −72   |

### Division 2
- Stockholm Mean Machines – Moskau Patriots 34:0 (6:0, 8:0, 14:0, 6:0)
- Moskau Patriots – Seinäjoki Crocodiles 14:38 (0:14, 7:10, 0:14, 7:0)
- Seinäjoki Crocodiles – Stockholm Mean Machines 12:15 (6:0, 6:7, 0:0, 0:8)

|    | Verein                  | Sp | Punkte | TD    | Diff. |
| -- | ----------------------- | -- | ------ | ----- | ----- |
| 1. | Stockholm Mean Machines | 2  | 4:0    | 49:12 | +37   |
| 2. | Seinäjoki Crocodiles    | 2  | 2:2    | 50:29 | +21   |
| 3. | Moscow Patriots         | 2  | 0:4    | 14:72 | −58   |

### Division 3
- Braunschweig Lions - Tyrolean Raiders 21:12 (7:0, 0:0, 0:12, 14:0)
- Tyrolean Raiders - Braunschweig Lions 40:13 (6:0, 13:7, 14:0, 7:6)

|    | Verein             | Sp | Punkte | TD    | Diff. |
| -- | ------------------ | -- | ------ | ----- | ----- |
| 1. | Tyrolean Raiders   | 2  | 2:2    | 52:34 | +18   |
| 2. | Braunschweig Lions | 2  | 2:2    | 34:52 | −18   |

### Division 4
- La Courneuve Flash - L’Hospitalet Pioners 41:0 (13:0, 15:0, 13:0, 0:0)
- L’Hospitalet Pioners - Bergamo Lions 6:47
- Bergamo Lions - La Courneuve Flash 18:20

|    | Verein               | Sp | Punkte | TD    | Diff. |
| -- | -------------------- | -- | ------ | ----- | ----- |
| 1. | La Courneuve Flash   | 2  | 4:0    | 61:18 | +43   |
| 2. | Bergamo Lions        | 2  | 2:2    | 65:26 | +39   |
| 3. | L’Hospitalet Pioners | 2  | 0:4    | 6:88  | −82   |

## Play-offs
|  | Halbfinale | Halbfinale              | Halbfinale |  |  | Eurobowl XX - Wien | Eurobowl XX - Wien | Eurobowl XX - Wien |
|  |            |                         |            |  |  |                    |                    |                    |
|  |            |                         |            |  |  |                    |                    |                    |
|  | Osterreich | Vienna Vikings          | 42         |  |  |                    |                    |                    |
|  | Schweden   | Stockholm Mean Machines | 9          |  |  |                    |                    |                    |
|  |            |                         |            |  |  | Osterreich         | Vienna Vikings     | 41                 |
|  |            |                         |            |  |  | Frankreich         | La Courneuve Flash | 9                  |
|  | Osterreich | Tyrolean Raiders        | 17         |  |  |                    |                    |                    |
|  | Frankreich | La Courneuve Flash      | 27         |  |  |                    |                    |                    |
|  |            |                         |            |  |  |                    |                    |                    |

### Halbfinale
|                       |                                   |  |               |                           |                       |  |            |
|                       | Innsbruck 10. Juni 2010 19:30 Uhr |  | Raiders Tirol | \| \| 17 : 27 \| \| \| \| | Flash de La Courneuve |  | Tivoli-Neu |
| (7:0, 3:7, 0:20, 7:0) | Innsbruck 10. Juni 2010 19:30 Uhr |  | Raiders Tirol |                           | Flash de La Courneuve |  | Tivoli-Neu |
|                       | 17 : 27                           |  |               |                           |                       |  |            |
|                       |                                   |  |               |                           |                       |  |            |

|  |                              |  |                |                          |                         |  |                    |
|  | Wien 11. Juni 2010 15:00 Uhr |  | Vienna Vikings | \| \| 42 : 9 \| \| \| \| | Stockholm Mean Machines |  | Stadion Hohe Warte |
|  | Wien 11. Juni 2010 15:00 Uhr |  | Vienna Vikings |                          | Stockholm Mean Machines |  | Stadion Hohe Warte |
|  | 42 : 9                       |  |                |                          |                         |  |                    |
|  |                              |  |                |                          |                         |  |                    |

## Eurobowl
|                                     |                              |  | Eurobowl XX          |                          |                       |  |                                     |
|                                     | Wien 22. Juli 2006 18:00 Uhr |  | Dodge Vikings Vienna | \| \| 41 : 9 \| \| \| \| | Flash de La Courneuve |  | Stadion Hohe Warte Zuschauer: 6.000 |
| (14:6, 7:3, 7:0, 13:0) Spielbericht | Wien 22. Juli 2006 18:00 Uhr |  | Dodge Vikings Vienna |                          | Flash de La Courneuve |  | Stadion Hohe Warte Zuschauer: 6.000 |
|                                     | 41 : 9                       |  |                      |                          |                       |  |                                     |
|                                     |                              |  |                      |                          |                       |  |                                     |